# Хуан де Бетанзос
Хуан Диес де Бетанзос и Араус (на испански: Juan Díez de Betanzos y Araos) е испански конкистадор, изследовател, историк и преводач, който придружава Франсиско Писаро и Диего де Алмагро в похода им срещу инките.

## Биография
Въпреки че няма доказателства, вероятно Хуан Диес де Бетанзос е роден в град Бетанзос, Галисия около 1510 година. Не е известно точно по кое време пристига в Южна Америка. Смята се, че участва в завладяването на Перу.
Около 1538 г. е служител в първия испански съд в Америка в град Санто Доминго, при съдия Кастанеда, с когото се мести в Лима през 1539 г.
Бетанзос е сред малкото конкистадори, които успяват да научат кечуански език – официален език в Империята на инките. Благодарение на това около 1540 г. става дясна ръка и съветник на Франсиско Писаро и след смъртта му се жени за любовницата му – индианска принцеса, сестра на Атауалпа.
През 1544 г., когато Гонсало Писаро възстава срещу новия вицекрал на Перу, Бетанзос застава на страната на Педро де ла Гаска и участва в потушаването на въстанието. За предаността му към законната власт е награден от Карл V с т.нар. енкомиенда – правото да „…защитава, притежава и разполага c всички местни жители, намиращи се в земите му“.
Бетанзос, по поръчение на вицекраля Антонио де Мендоса, пише една от първите истории на инките, която изготвя въз основа на информация, получена от самите индианци и от жена си.
Умира на 1 март 1576 година в Куско, Перу.